# Sistema scolastico nella Repubblica Democratica Tedesca
Il sistema scolastico nella Repubblica Democratica Tedesca (RDT) era costituito da un modello scolastico unico, a seguito della Legge sulla democratizzazione della scuola tedesca in vigore nella zona di occupazione sovietica a partire dal 1946. 
Il sistema di istruzione sarebbe stato riformato due volte in maniera radicale. La Legge sullo sviluppo socialista del sistema scolastico del 1959 introduce l’Istituto politecnico superiore come istituto di formazione universale della durata di dieci anni. I vincoli della Legge sul sistema socialista scolastico unico condizionarono il sistema scolastico della Repubblica democratica tedesca dal 1965 fino alla sua scomparsa. 
Lo Stato deteneva il monopolio scolastico della RDT. Il sistema scolastico era centralizzato e sottostava al Partito Socialista Unificato di Germania. Tra il 1963 e il 1989 il ruolo di Ministro della Formazione Popolare fu ricoperto da Margot Honecker. Lo Stato non riconosceva alcuna scuola privata, ad eccezione della Katholische Theresienschule Berlin-Weißensee. 
Alla base dell’incarico dell’istruzione statale vi era la creazione di uno specifico modello di personalità socialista, da raggiungere tramite un indottrinamento pedagogico ideologizzato. Il Partito e il Ministero della Sicurezza Statale si occupavano di sorvegliare l’osservanza della linea socialista da parte degli insegnanti e degli studenti delle scuole e delle università. Il Regime disponeva del controllo totale dei collegi, esteso anche ai giovani orfani sociali, tramite lo stanziamento di fondi che il Ministero dell’Istruzione Popolare ricavava dalle tasse. Per i bambini e i ragazzi più indisciplinati o critici verso il Regime vi era l’obbligo di frequentare delle strutture speciali di rieducazione nelle quali venivano impiegati metodi educativi più repressivi.
L’obiettivo del sistema scolastico della RDT era quello di allevare un’’élite di potere leale al partito’. Lo Stato aveva il potere di decidere chi avesse il permesso di studiare e chi no e, tramite un particolare ordine statale indirizzato ai diplomandi, di determinare le loro scelte professionali una volta portato a compimento il loro percorso scolastico, di conseguenza, la libera scelta della propria professione non era garantita.

## Obiettivi formativi

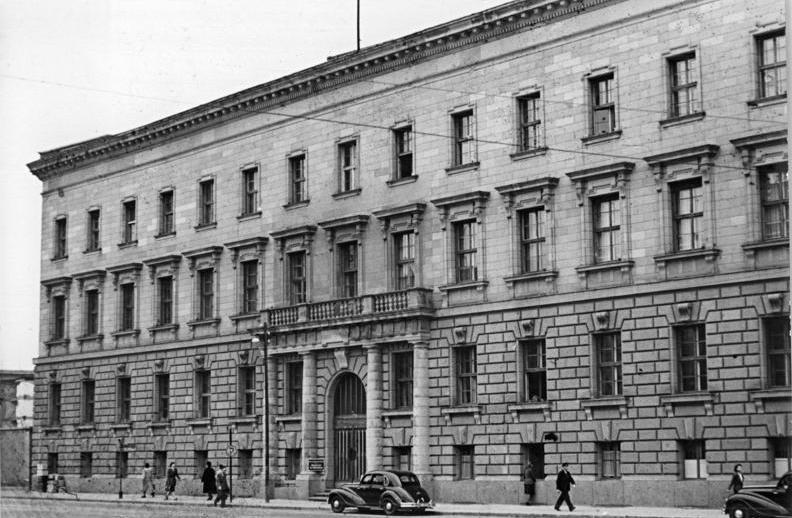
Il Ministero della Pubblica Istruzione in Wilhelmstrasse, 1952

La legge sull’istruzione del 1965 aveva come obiettivo quello di formare ‘personalità socialiste cronicamente e armonicamente sviluppate’. Per quanto riguarda l’istruzione superiore di tutti i giovani, che doveva essere garantita dall’Istituto Politecnico Superiore, furono disposte ulteriori scuole di specializzazione, come la Scuola Superiore Ampliata, le scuole speciali, le scuole specialistiche e di ingegneria, oltre alle altre varie tipologie di scuole di specializzazione e alle università.
La conoscenza generale erogata dall’Istituto Politecnico Superiore era fortemente orientata alle materie scientifiche e tecniche. Una peculiarità di questa istituzione scolastica era la lezione politecnica, che doveva subito creare un forte legame con il mondo del lavoro e permettere agli studenti di familiarizzare con ‘il sistema produttivo socialista’. La creazione di un legame tra formazione pratica e teorica, quindi tra nozioni di forte portata cognitiva e attività produttive, era incentivata anche negli istituti di formazione con un grado di specializzazione più alta. 
Uno dei capisaldi del sistema formativo della RDT era la creazione di un modello di formazione ed educazione che fosse omogeneo e unitario. Bambini e giovani dovevano diventare membri a pieno titolo della ‘società socialista’ e identificarsi nello Stato. L’intero sistema scolastico era ideologizzato e militarizzato a tal punto che l’ideologia politica della RDT passava attraverso numerose materie scolastiche. Tramite l’introduzione dell’ora di educazione militare a partire dal 1978, essa divenne parte integrante della formazione scolastica. Dagli studenti ci si aspettava un impegno politico rivolto al sistema sociale della RDT, tanto che anche la gestione del tempo libero in campo scolastico era ideologicamente indirizzata tramite le organizzazioni Pionierorganisation Ernst Thälman (Organizzazione dei Pionieri Ernst Thälman) e Freie Deutsche Jugend (Libera gioventù tedesca). A questo proposito erano particolarmente rilevanti i ‘pomeriggi dei Pionieri’, nel corso dei quali i membri dell’organizzazione si ritrovavano regolarmente sotto la guida dei loro insegnanti.
Per poter accedere a tutte le istituzioni di alta formazione, oltre alle condizioni di accesso legate alla specializzazione in sé, erano particolarmente considerevoli alcuni criteri politici quali l’impegno sociale devoluto dagli studenti, e, successivamente, un impegno durevole nel servizio militare, la professione esercitata dai genitori, la partecipazione a organizzazioni di massa o l’iscrizione al SED.

## Struttura del sistema scolastico
Una volta entrato in vigore l’ultimo emendamento del 1965 e a seguito della riorganizzazione degli anni Settanta, il sistema di istruzione della RDT rimase pressoché invariato fino alla riunificazione tedesca, confermandosi come a seguire:

### Asilo nido
Sebbene la sovrintendenza del sistema di istruzione infantile facesse capo al Ministero della Salute, gli asili nido facevano parte del sistema scolastico. Essi accoglievano i bambini dalle prime settimane di vita fino al terzo anno di età. I neonati venivano presi in carico solo dopo le cinque-sette settimane di vita, in modo da non distruggere o danneggiare il legame madre-figlio.
Il compito degli asili nido era quello di prendersi cura dei bambini. L’assistenza e il monitoraggio medici erano di livello avanzato e comprendevano regolari analisi sia sul piano fisico che su quello psicologico, oltre che sullo sviluppo cognitivo dei bambini. Se presenti, venivano prontamente riportate da parte di logopedisti e di medici specialisti eventuali disfunzioni del linguaggio o psicomotorie. Gli asili nido si interessavano inoltre dell’intero ciclo di vaccinazioni, alle quali i genitori non potevano in alcun modo opporsi. 
All’interno degli asili nido iniziava il sostegno pedagogico dei bambini. A partire dagli anni Sessanta le strutture seguivano il piano educativo statale intitolato I compiti e le metodologie pedagogiche negli asili nido, che corrispondeva al Piano formativo ed educativo delle scuole materne. Lungo i loro primi anni di vita, dai bambini ci si aspettava un adattamento alla routine dell’asilo ed erano subito chiamati a svolgere delle attività cognitivamente impegnative. Le principali attività quotidiane dei bambini erano l’attività sportiva, il movimento all’aria aperta, l’uso del vasino entro la fine del secondo anno di età, i giochi educativi, suonare e dipingere. I bambini apprendevano inoltre a creare relazioni armoniose, non violente e di reciproco aiuto. Un altro aspetto importante dell’assistenza infantile era l’insegnamento delle buone maniere, dell’osservanza delle regole e del sostegno reciproco di tutti i giorni, elementi che miravano ad adattare la condotta interpersonale alle norme della collettività.
Gli asili nido erano aperti tutto il giorno, di norma dalle 6 alle 18, e talvolta anche fino alle 19. In molte città furono allestiti degli asili nido settimanali all’interno dei quali i bambini, a seconda delle circostanze (ad esempio in caso di malattia della madre single o di genitori che lavoravano su turni), erano accolti in concomitanza con i giorni lavorativi, e talvolta anche per periodi di tempo più lunghi. Eva Schmidt-Kolmer, la più eminente studiosa degli asili nido della RDT, poté constatare attraverso i suoi studi che la permanenza negli asili nido settimanali aveva ripercussioni negative sullo sviluppo infantile. I bambini che frequentavano gli asili nido settimanali erano inoltre più soggetti ad ammalarsi rispetto agli altri. Nel corso di uno studio condotto tra il 1957 e il 1958, la pediatra Gerda Jun scoprì che il 53% dei bambini che frequentavano gli asili nido settimanali si ammalava in media tra le tre e le cinque volte durante il primo anno di vita e il 13% tra loro superava le cinque volte. Dal canto loro, la percentuale di bambini che non frequentavano gli asili nido settimanali e si ammalava durante il primo anno di vita una sola volta era pari al 22%, mentre al 6% di loro succedeva due volte, al contrario del 71%, che non contraeva alcuna malattia.
Il servizio di mensa scolastica riscontrava un costo mensile di 27,50 marchi. Negli anni Ottanta la capienza degli asili nido era coperta all’80%, per quanto in alcune città si raggiungesse persino il 99%. Il sistema degli asili nido nella RDT era conosciuto negli anni Settanta per mancanza di personale e di spazio. Un rapporto ministeriale dell’ottobre 1978 dichiarava che “la formazione e il perfezionamento dei dipendenti degli asili nido non si sono affatto messi in pari con il loro sviluppo e negli ultimi anni sono addirittura regrediti”. Florian von Rosenberg ribadì che il sovraccarico di lavoro e la retribuzione inadeguata avevano portato “a una vera e propria fuga del personale dagli asili nido”. In media un terzo del personale soffriva per la mancanza di stabilità e, in particolare nelle grandi città, la situazione era problematica. Per giunta, in molti asili nido vi era un grave problema di sovraffollamento. Nei piani economico-politici di Lipsia e Görlitz era previsto uno sfruttamento tra il 120% e il 130%. Secondo le informazioni ministeriali, gran parte dei bambini era perciò costretta a disporre di appena 2,5 metri quadrati di spazio.
Il profilo professionale di puericultrici ed educatrici era di stampo tradizionale, come accadeva in tutte le altre professioni educative e pedagogiche della RDT. Le professioni accademiche richiedevano del resto una specializzazione lunga diversi anni.

### Scuola materna
La scuola materna accoglieva i bambini dall’età di quattro anni e aveva l’incarico di prepararli all’ingresso nel mondo della scuola. A differenza di quanto accadeva nella Repubblica Federale Tedesca, le educatrici seguivano un incarico ben definito e facevano capo al Ministero dell’Istruzione Popolare. Alla scuola materna, i bambini imparavano i rudimenti della matematica (contare fino a dieci con i regoli), a dipingere, a cantare, a lavorare con la creta e a confrontarsi con i primi tentativi di scrittura. Nelle scuole materne iniziava a prendere piede l’indottrinamento all’educazione civica e politica del socialismo. Era possibile talvolta imbattersi in degli asili a conduzione religiosa.

### Istituto Politecnico Superiore

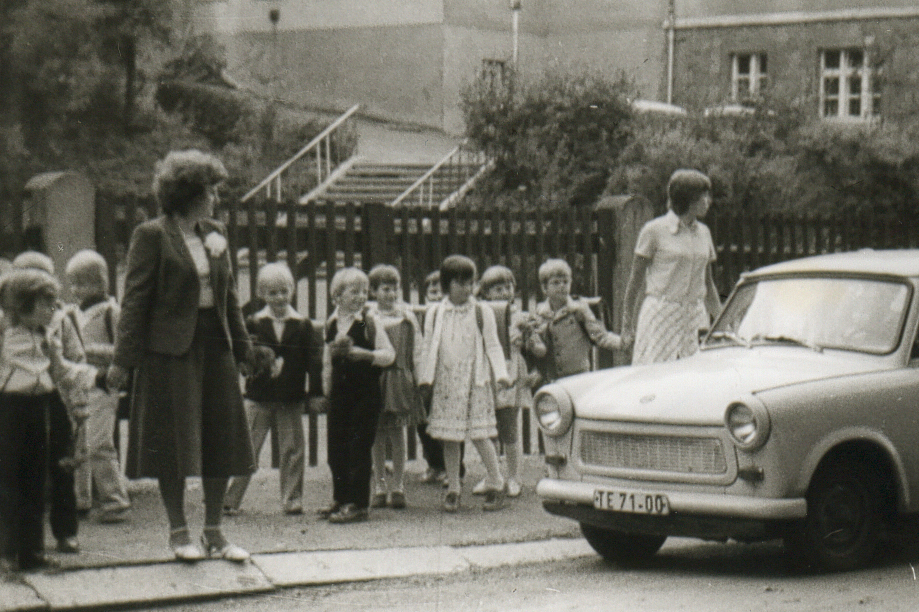
Primo giorno di scuola nella DDR, 1980

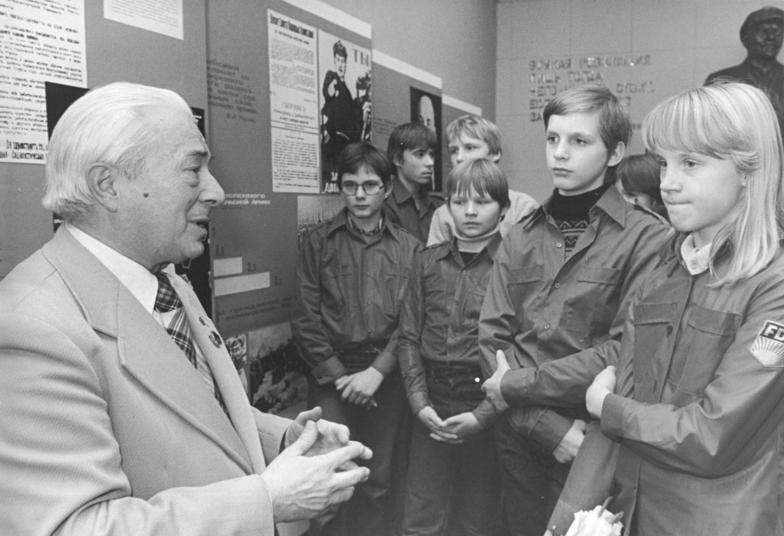
Studenti dell'ottavo anno di scuola elementare del Politecnico Artur Becker di Berlino-Lichtenberg in visita al Museo dell'Esercito di Karlshorst

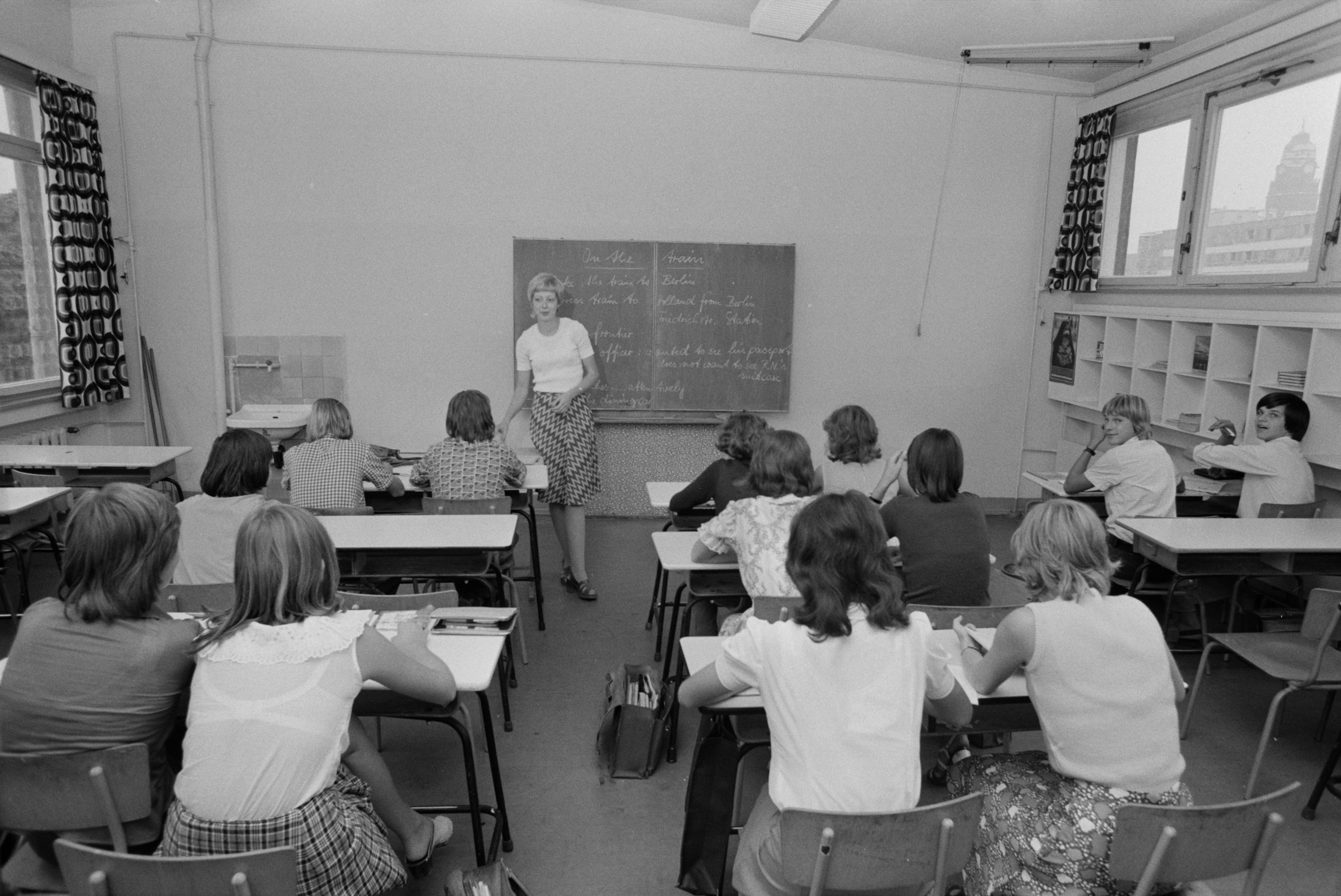
Lezione di inglese, 1975

A partire dal 1959, la Polytechnische Oberschule (POS), l’Istituto Politecnico Superiore, avrebbe rappresentato il modello scolastico principale della Repubblica Democratica Tedesca. Per la maggior parte degli studenti, l’ammissione avveniva all’età di sei o sette anni a seguito di una prova di idoneità medica. Il termine per l’ammissione a scuola era il 31 maggio. I bambini che avrebbero compiuto i sei anni di età a seguito di tale data avrebbero iniziato il loro percorso scolastico l’anno successivo. Vi era però un’eccezione a questa regola: in caso di volontà dei genitori, era possibile iscrivere i bambini di sei anni di età entro il 31 agosto, tuttavia soltanto una volta superata la prova di idoneità medica. Raramente, in caso di ritardi nello sviluppo, l’ingresso a scuola veniva posticipato.
A partire dal dicembre del 1959 l’Istituto Politecnico Superiore sarebbe stato suddiviso in livello inferiore (dal primo al terzo anno) e in livello superiore (dal quinto al decimo anno). Tale suddivisione fu ulteriormente modificata tramite l’introduzione della legge sulla scuola del 1965. Furono istituiti tre livelli: quello inferiore, tra il primo e il terzo anno, lungo il quale si impartivano le conoscenze di base; quello medio, tra il quarto e il sesto anno, in cui si apprendevano a partire dal quinto anno la storia, la geografia, la biologia e il russo come prima lingua straniera e, a partire dal sesto anno, la fisica; quello superiore, dal settimo al decimo anno, dedicato all’apprendimento della chimica, di una seconda lingua straniera facoltativa a scelta tra l’inglese e il francese, e, a partire dal decimo anno, l’astronomia, che ricopriva un ruolo fondamentale nella cosiddetta ‘lezione politecnica’.
Il percorso scolastico dell’Istituto Politecnico Superiore si concludeva con una prova finale che includeva la lingua russa, la matematica e una scienza naturale a scelta tra la fisica, la chimica e la biologia, oltre a una prova sportiva e, successivamente, tra le due e le cinque prove orali. L’attestato dell’Istituto Tecnico Superiore corrispondeva all’odierno titolo rilasciato dalla scuola media superiore che, oggi, garantirebbe l’accesso alle scuole di formazione professionale e alle scuole di specializzazione (equivalenti alle scuole professionali dell’Ovest). Era possibile anticipare la fine degli studi già dopo l’ottavo anno o, in rari casi, dopo il nono anno, tramite domanda dei genitori e con il consenso della scuola. Con il titolo della licenza elementare era possibile accedere a corsi di specializzazione della durata di un anno attinenti al campo della produzione industriale, dell’artigianato e dell’agricoltura. Un diploma del nono anno dell’Istituto Politecnico Superiore, o dell’ottavo anno con un anno di specializzazione professionale, corrisponderebbe oggi a un titolo di licenza media superiore.
Per essere ammessi alla Scuola Superiore Ampliata, la Erweiterte Oberschule (EOS), non era necessario conoscere una seconda lingua straniera.
| Distribuzione delle ore di lezione (Istituto Politecnico Superiore, 1988)                            | Percentuale |
| Lingua e letteratura tedesca                                                                         | 22.9        |
| Educazione artistica/musicale                                                                        | 6.8         |
| Educazione civica                                                                                    | 10.9        |
| Matematica                                                                                           | 17.7        |
| Scienze naturali                                                                                     | 12.2        |
| Lingue straniere                                                                                     | 11.0        |
| Educazione fisica                                                                                    | 7.5         |
| Lezione politecnica                                                                                  | 11.0        |
| Fonte: 40 Jahre DDR. Zahlen und Fakten, Verlag Für Agitations- Und Anschauungsmittel, Berlino, 1989. |             |

### Scuola Superiore Ampliata e formazione professionale
Presso la Scuola Superiore Ampliata gli studenti potevano sostenere l’esame di maturità. Originariamente essa andava dal nono al dodicesimo anno, mentre a partire dal 1983, fatta eccezione per le scuole speciali, sarebbe intercorsa in un biennio comprensivo dell’undicesimo e del dodicesimo. Nel corso dei Sessanta il percorso attraverso la Scuola Superiore Ampliata era legato a un corso di formazione professionale a cui si accedeva a seguito di una selezione. Solamente una percentuale limitata del numero di studenti riconducibili a una classe (tra il 7% e il 10%) avrebbe avuto la possibilità di frequentare una EOS. I diplomandi frequentavano quindi fino all’ottavo anno, e dal 1983 fino al decimo, l’Istituto Politecnico Superiore. Al fine di essere ammessi alla Scuola Superiore Ampliata erano determinanti, oltre alle prestazioni legate alla propria aspirazione professionale, l’”affidabilità” politica e l’origine sociale dei genitori. La provenienza dalla classe operaia era, almeno fino alla metà degli anni Sessanta, un vantaggio. Questa ‘discriminazione positiva’ perse però il suo valore dopo la prima generazione.
L’ottenimento del diploma era reso inoltre possibile dalla frequentazione di un corso triennale di formazione professionale che, una volta decorso il decimo anno, erogava un’offerta formativa provvista di ulteriori materie mirate all’ottenimento del diploma stesso. L’accesso e le proposte didattiche erano limitati a un misero 5% per annualità. A partire dal 1981 gli studenti della Scuola Superiore Ampliata andarono a ricevere una sovvenzione statale di 100 marchi una volta intrapreso l’undicesimo anno e di 150 in concomitanza del dodicesimo; dal canto loro, gli apprendisti che frequentavano un corso di formazione professionale ricevevano un rimborso spese mensile.
Al di fuori di tale programma formativo vi erano in alcune università e scuole superiori dei corsi di specializzazione professionale della durata di un anno, finalizzati all’ottenimento del diploma. Tale modello di formazione era legato agli ambiti lavorativi di ordine tecnico e amministrativo. All’Istituto Politecnico Superiore era inoltre possibile intraprendere un percorso di studi per coloro che intendevano diventare insegnanti che comprendeva un periodo di specializzazione.
In ogni quartiere era presente solamente una Scuola Superiore Ampliata che prevedeva l’insegnamento di lingue antiche (latino e greco). Nelle aree geografiche ad alta densità serba, come nei pressi di Dresda e Cottbus, esistevano delle filiali che erogavano le lezioni in lingua serba. Da qui nacquero, a seguito della Svolta, la Sorbische Gymnasium di Bautzen e la Berufsausbildung Gymnasium di Cottbus.
Con il titolo del diploma superiore si poteva accedere agli studi universitari, qualora il Wehrkreiskommando locale desse il suo consenso. A meno che non ci fossero particolari ragioni contrarie, era necessario completare il servizio militare prima dell’inizio degli studi. Era in linea di massima obbligatorio svolgere un periodo di tre anni come sottufficiale, mentre gli studi universitari non sarebbero stati interrotti dal servizio militare, limitato a un periodo di cinque settimane all’interno del Servizio di riserva collocato tra il terzo e il quarto semestre. Per ogni diplomando vi era un posto all’università, sebbene non necessariamente nella facoltà desiderata.
Per avere un’ulteriore possibilità di accesso all’università era utile essere in possesso di una formazione di tipo specialistico, come ad esempio quella da ingegnere.
Così come accadeva per l'Abendgymnasium, la scuola serale della Repubblica Federale Tedesca, nella Germania dell’Est era possibile formarsi presso la Volkshochschule, la Scuola Superiore Popolare. Il conseguimento del cosiddetto diploma serale passava dal consenso del consiglio scolastico locale. Per gli apprendisti delle scuole professionali con diploma di maturità era anche possibile seguire solamente dei corsi di geografia o di chimica, poiché soltanto una di queste due materie sarebbe stata in ogni caso approfondita lungo il successivo percorso di studi professionale.
Un ruolo particolare nel contesto della Repubblica Democratica Tedesca era quello ricoperto, soprattutto nei primi anni, dalla Facoltà dei lavoratori e contadini chiamata Arbeiter-und-Bauern-Fakultät (ABF), che rappresentava una forma particolare di formazione e rilasciava in ultima istanza il diploma.

### Scuola per studenti disabili
Sotto la denominazione di scuole per disabili si trovavano tutti gli istituti di formazione in cui venivano erogati degli insegnamenti ai giovani con disabilità fisiche o mentali. Qui questi ultimi venivano, per quanto possibile, educati ed integrati come ‘membri della società socialista’. Di questa tipologia scolastica facevano parte anche le scuole di sostegno per bambini con disabilità mentali o con disturbi dell’apprendimento, così come quelle per bambini con disabilità fisiche come non vedenti, ipovedenti, non udenti (erroneamente identificati come sordo-muti) e bambini con problemi di udito; le scuole di logopedia e le scuole per bambini con disabilità neurologiche.
Questa tipologia di scuola era inoltre presente negli ospedali e negli istituti di cura e riabilitazione.

### Scuola speciale
All’interno del sistema scolastico erano presenti anche varie tipologie di scuole speciali a cui si poteva accedere tramite borse di studio al merito. Oltre a queste scuole figuravano anche delle classi speciali che si appoggiavano, a livello amministrativo, agli Istituti Politecnici Superiori o alle Scuole Superiori Ampliate. Celebri erano le cosiddette scuole russe e le scuole sportive giovanili a cui si accedeva a partire dal terzo anno. Per giunta vi erano anche scuole speciali di musica, matematica, scienze naturali, elettronica e di lingue moderne o antiche. Le scuole speciali iniziavano in annualità differenti. Alcune classi speciali non erano a numero aperto, come ad esempio le scuole per diplomatici che erogavano le lezioni in diverse lingue moderne. Solitamente, nei primi anni delle classi speciali vi era un flusso di studenti proveniente dalle Scuole Superiori Ampliate.
Una peculiare forma di scuole speciali erano le scuole e le classi speciali associate alle università. Qui si acquisivano competenze di alto livello di specializzazione in materie matematiche e scientifiche tramite lezioni di matematica, fisica o chimica, oppure si acquisivano competenze specifiche nel campo musicale nelle scuole di musica.

### Scuola Superiore Popolare
La Scuola Superiore Popolare era un’istituzione statale integrata nel sistema di istruzione pubblico e faceva capo, dal 1956, al Ministero dell’Istruzione Popolare. Essa si sviluppò come una ‘scuola serale per lavoratori’, assegnava valutazioni e seguiva un piano formativo vincolante. Il suo incarico era quello di erogare un titolo di studi equivalente al diploma che, nel sistema scolastico precedente, veniva rilasciato soltanto dalle scuole diurne. Nella Scuola Superiore Popolare si tenevano corsi dedicati ai lavoratori che avevano luogo prima o dopo mezzogiorno. Le prove di maturità si svolgevano lo stesso giorno di quelle delle Scuole Superiori Ampliate. Dagli anni Settanta ci fu un ritorno alle vecchie tradizioni, aumentarono nuovamente i corsi di lingue straniere, scienze naturali, arte e cultura; il metodo di insegnamento principale rimase tuttavia la lezione frontale. La scelta formativa era finanziata dallo Stato e le tasse scolastiche erano molto basse (1 Marco per corsi di formazione standard, 3 Marchi ogni 20 ore di insegnamento per altri corsi di formazione).

## Giornata di scuola

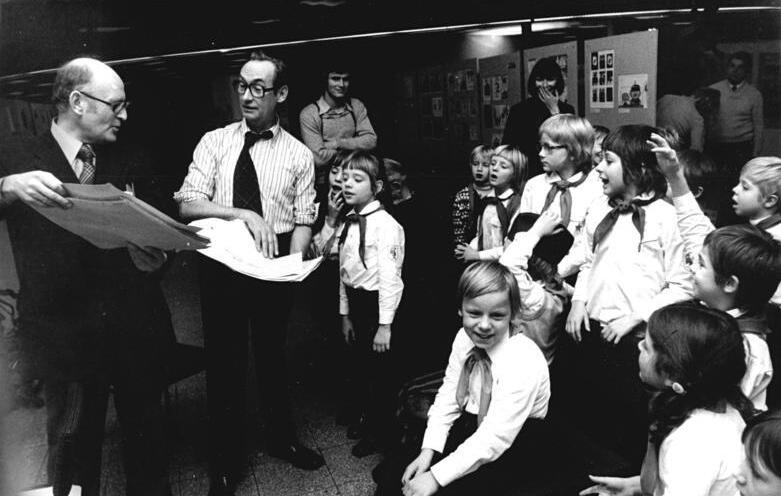
Un pomeriggio dei Pionieri ad una mostra

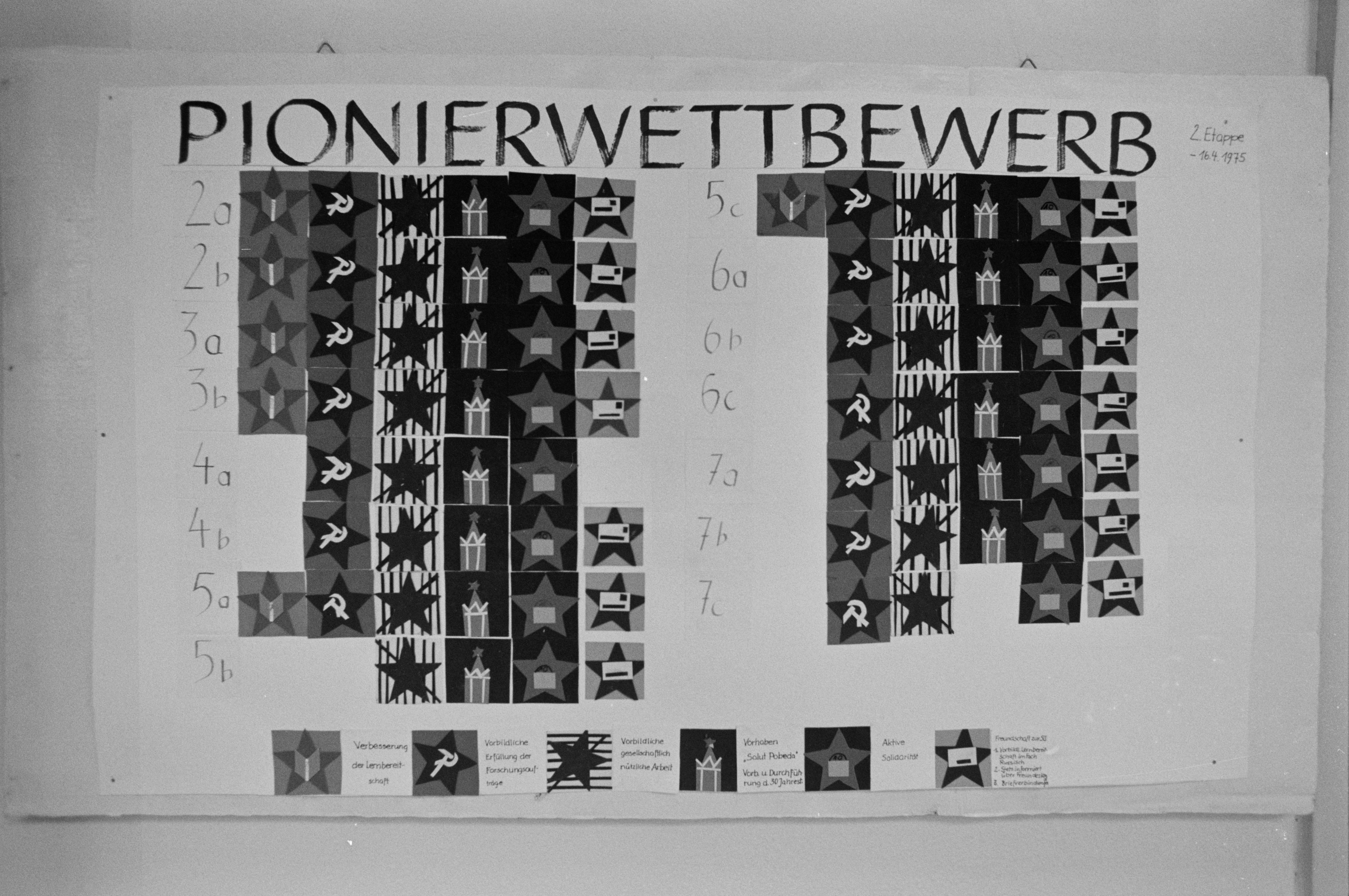
Una competizione dei Pionieri in una scuola di Dresda nel 1975

### Inizio delle lezioni
Uno dei primi compiti che gli studenti dovevano apprendere a scuola era quello di attendere gli insegnanti stando in piedi finché questi non li invitavano a rimettersi a sedere.
A metà degli anni Cinquanta la prima ora di lezione della settimana iniziava con un canto popolare e, a questo proposito, era fondamentale avere il libro di canzoni della Libera Gioventù Tedesca edito nel 1952 dalla casa editrice berlinese Verlag Neues Leben, mentre nel periodo dell’Avvento ogni lezione iniziava con un canto a tema natalizio. Successivamente venne introdotta una nuova modalità di saluto ad inizio lezione: al suo ingresso in aula, l’insegnante chiedeva agli studenti se fossero disponibili a partecipare alla lezione e questi rispondevano ‘Signore/Signora/Signorina…, la classe… è pronta alla lezione’. Considerato in seguito che negli anni Settanta la maggior parte degli studenti faceva parte dell’Organizzazione dei Pionieri o della Libera Gioventù Tedesca, l’ingresso dell’insegnante in aula venne aggiornato: all’inizio della lezione la classe si alzava in piedi annunciando il saluto dei Pionieri (Insegnante: ‘Per la libertà ed il socialismo, siate pronti!’, Classe: ‘Sempre pronti!’) oppure quello della Libera Gioventù Tedesca (Insegnante: ‘Fratellanza!’, Classe: ‘Fratellanza!’), ed, infine, si rimetteva a sedere.

### Cerimonia dell’alzabandiera
All’inizio e alla fine dell’anno scolastico, o in altre occasioni speciali, si celebrava nelle scuole una cerimonia militare con alzabandiera tipica della RDT. In questa occasione venivano comunicate informazioni sulla scuola quali le variazioni del corpo insegnanti ed eventuali posticipazioni relative ad eventi pianificati in precedenza, oltre che i comportamenti appariscenti di alcuni studenti. Lo studente o la studentessa in questione doveva fare un passo avanti e porsi dinanzi a tutti gli altri studenti, al loro fianco figuravano anche i loro insegnanti.
In quanto membri dell’una o dell’altra associazione, a partire dagli anni Cinquanta, tutti gli studenti partecipanti indossavano l’uniforme dell’Organizzazione dei Pionieri oppure quella della Libera Gioventù Tedesca.
La cerimonia dell’alzabandiera si svolgeva di norma nella palestra, nel cortile o nell’Aula Magna della scuola e, durante la manifestazione, tutte le classi sfilavano in schieramento, spesso sulle note di una marcia.
Durante la cerimonia di fine anno scolastico venivano inoltre assegnate le medaglie al valore a tutti quegli studenti che si erano fatti notare per il loro rendimento scolastico o sportivo o per il loro impegno politico. Ad inizio giugno invece, in occasione della Giornata dei bambini, la scuola organizzava una manifestazione sportiva in cui venivano premiati gli studenti più meritevoli della giornata. A partire dagli anni Sessanta, durante la cerimonia, venivano riconosciuti anche gli studenti che, pur non essendo i primi della classe, erano riusciti grazie alla loro dedizione ad ottenere risultati più brillanti. Questi studenti venivano premiati dai cosiddetti padrini, che accompagnavano le classi durante l’intero anno scolastico. Negli anni successivi la premiazione dei padrini e delle madrine avveniva invece in classe, durante la consegna delle pagelle.

### Consiglio di classe
Gli studenti che facevano parte dell’Organizzazione dei Pionieri votavano un Consiglio di classe composto da un Presidente, da un Rappresentante, da un Segretario, da un Tesoriere, da un Agitatore politico e dai membri.
Il Consiglio manteneva i contatti con il corpo insegnanti e ricopriva una funzione simile a quella del rappresentante di classe.

### Collettivo di lavoro
Il Collettivo di lavoro era un gruppo di colleghi impiegati in un’industria o in una cooperativa agricola che prendeva il patrocinio di una classe e la seguiva lungo l’intero percorso scolastico. Gli studenti frequentavano i collettivi nel loro luogo di lavoro e, in cambio, i rappresentanti dei collettivi di lavoro partecipavano agli eventi scolastici importanti come la consegna delle pagelle e le gite scolastiche.

## Storia

### Fondazione del sistema scolastico nella Zona di Occupazione Sovietica
Nella sua fase iniziale, il sistema scolastico della Zona di Occupazione Sovietica attuò una sostituzione sistematica della classe docente. Circa il 71% degli insegnanti era un ex membro del Partito Nazionalsocialista Tedesco e questo rappresentava il problema principale del nuovo sistema scolastico; per giunta non si poteva più usare la maggioranza degli strumenti didattici a disposizione per via dell’ideologia nazista dei contenuti. Per questo motivo la nuova classe dirigente decise di sospendere le lezioni in quasi tutto il territorio e di farle riprendere nel settembre del 1945.
Tramite una circolare dell’Amministrazione Militare Sovietica del 27 luglio 1945 venne istituita l’Amministrazione Centrale per l’Istruzione Popolare, il cui compito era quello di elaborare una proposta per la creazione del nuovo sistema scolastico. Con l’ordine n.40 dell’Amministrazione Militare Sovietica nacque nella Zona di Occupazione Sovietica la legge che presentava, in maniera temporanea, le condizioni generali che avrebbero dovuto permettere una regolare ripresa delle lezioni. In prima battuta, vennero mantenute le vecchie istituzioni scolastiche, ovvero scuole elementari, medie e licei. Poiché lo Stato voleva assicurarsi il monopolio del sistema di istruzione, vennero invece eliminate le scuole private. Come per tutti i comitati importanti, anche l’Amministrazione Centrale per l’Istruzione Popolare voleva al vertice un uomo su cui riporre la massima fiducia e quell’uomo era Paul Wandel, l’ex capo redattore del giornale del Partito Comunista Tedesco ‘Bandiera rossa’.
L’Amministrazione Centrale per l’Istruzione Popolare e l’Amministrazione Militare Sovietica stabilirono inoltre nuove direttive in merito alla ri-assunzione degli insegnanti, le quali prevedevano l’allontanamento dalla scuola dei membri del Partito Nazionalsocialista Tedesco o dei membri attivi di altre organizzazioni di stampo nazista. Oltre a questo, occorreva intensificare la ri-assunzione di tutti gli insegnanti che si erano dimessi dal Partito Nazista o che si erano allineati alle nuove disposizioni. Nonostante ciò, nella fase iniziale le regole non furono osservate così severamente e anche i membri del Partito Nazionalsocialista Tedesco nati dopo il 1920 vennero lasciati al loro posto nelle scuole.

#### Nuova classe docente
L’obiettivo fondamentale della classe politica nella Zona di Occupazione Sovietica era, all’interno del contesto scolastico, quello di creare una nuova classe di docenti per garantire il controllo del SED anche nel settore dell’istruzione. Non fu tuttavia possibile fornire una formazione universitaria alla gran parte degli aspiranti docenti che venivano in maggioranza reclutati dalla ‘cerchia democratico-antifascista dell’intellighenzia tedesca’, ma anche dalla classe operaia. I giovani avevano la precedenza su tutti gli altri, e, negli anni successivi, vennero reclutati 40.000 uomini con un titolo professionale e/o provenienti dai campi di prigionia. Essi venivano formati in corsi di breve durata come insegnanti dilettanti e diventavano membri del nuovo corpo insegnanti. Nel corso della loro formazione, essi imparavano talvolta anche metodi pedagogici risalenti ai tempi della Repubblica di Weimar, i quali però non ebbero una grande influenza sulla routine scolastica. Questa nuova classe docente costituì, dagli anni Quaranta/Cinquanta fino agli anni Ottanta, uno dei nuclei fondamentali del sistema di istruzione della RDT. A partire dal 1954 vennero licenziati gli aspiranti docenti che non superavano il corso di formazione triennale.
Nel 1949 circa il 67,8% dei posti di lavoro nella scuola era occupato dai membri della nuova classe docente. Il 47,7% di questi era iscritta al SED, il 13% al Partito Liberal-Democratico Tedesco e il 10% all’Unione Cristiano-Democratica Tedesca, che facevano parte della stessa coalizione di partiti. In questo modo il SED riuscì a rafforzare ulteriormente la propria influenza sul sistema scolastico.

### Legge sulla democratizzazione della scuola tedesca
All’inizio dell’estate del 1946 fu varata, sempre all’interno della Zona di Occupazione Sovietica, la Legge sulla democratizzazione della scuola tedesca. Questa legge fu decisiva per i successivi vent’anni, nello specifico nei primi tre anni dalla fondazione della RDT, e rappresentò il punto di partenza per la realizzazione del nuovo sistema scolastico. L’organizzazione scolastica precedente scomparve nell’autunno del 1946 in favore di una nuova strutturazione più unitaria, organizzata in modo più efficiente e composta da un’offerta formativa diversificata. Il primo ciclo di istruzione durava otto anni ed era il fulcro del sistema scolastico, questo venne più volte riformato e, successivamente, trasformato nella Scuola Pubblica Politecnica che aveva una durata di dieci anni.
Rimarchevole è il fatto che il modello scolastico omogeneo aveva già l’obiettivo di preparare i bambini tra i tre e i sei anni di età all’ingresso nella scuola, per questo motivo il diritto all’istruzione venne esteso a bambini di età ancora inferiore.
All’interno della RDT le seguenti leggi ebbero un ruolo centrale:
- Legge sulla democratizzazione della scuola tedesca, valida dal 1º giugno 1946 al 2 dicembre 1959,
- Legge sull’obbligo scolastico nella Repubblica Democratica Tedesca valida dal 15 dicembre 1950 al 2 dicembre 1959[19],
- Legge sullo sviluppo socialista del sistema scolastico nella Repubblica Democratica Tedesca, valida dal 2 dicembre 1959 al 25 febbraio 1965 (prima legge sulla scuola della RDT)[20],
- Legge sul sistema scolastico unico socialista, valida dal 25 febbraio 1965 (seconda legge sulla scuola della RDT[21]), in vigore nelle zone tedesche di Brandeburgo, Mecklenburgo-Pomerania, Sassonia, Sassonia-Anhalt e Turingia, valida negli anni 1991/1992.

## Voti e valutazioni

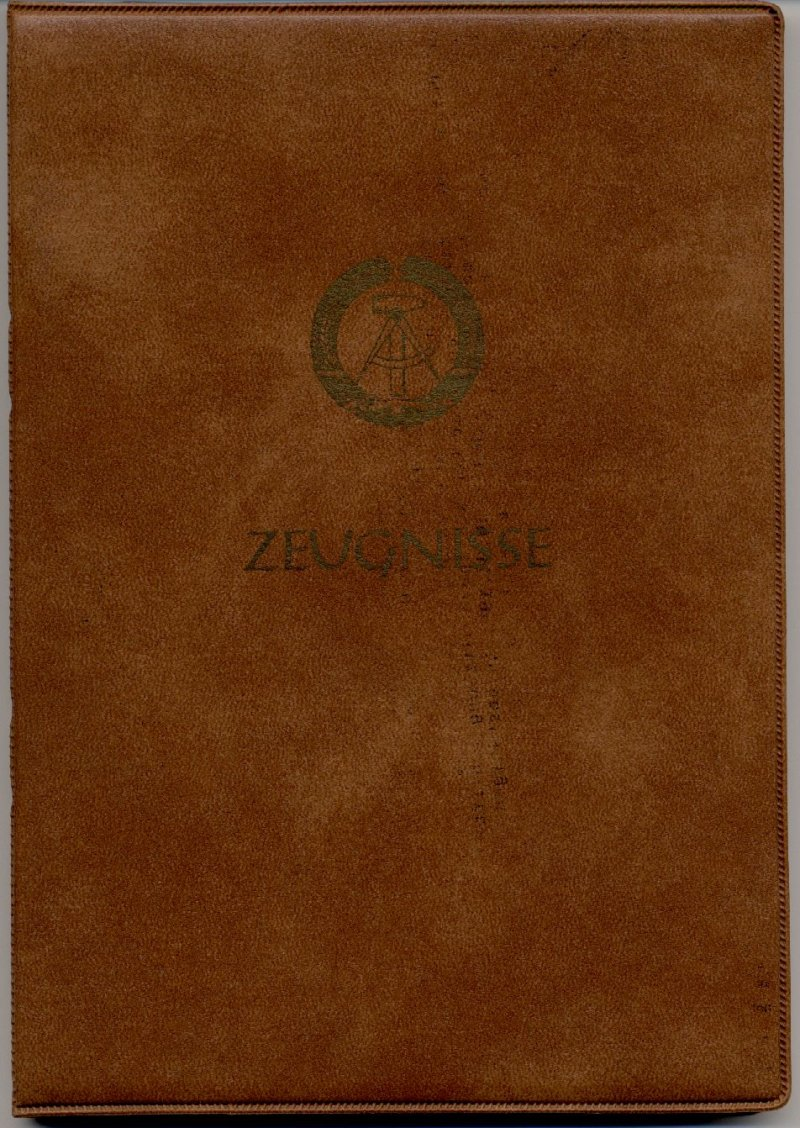
Fascicolo contenente le pagelle in morbido PVC.

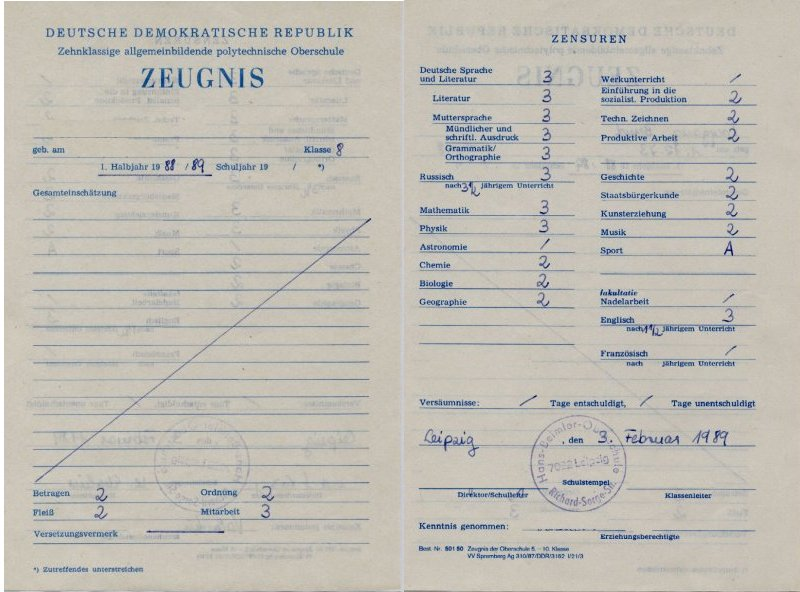
Pagella di metà anno scolastico.

All’interno del sistema scolastico, gli studenti venivano valutati secondo i seguenti criteri:
• 1 = ottimo
• 2 = distinto
• 3 = buono
• 4 = sufficiente
• 5 = insufficiente
Accanto ai voti delle diverse materie, figuravano in pagella anche i voti di condotta (comportamento, ordine, operosità, spirito di collaborazione, e, a partire dal 1978, un ulteriore voto di condotta complessivo). Al termine dell’anno scolastico gli studenti ricevevano inoltre una valutazione dettagliata in pagella. Tra il 1953 e il 1954 la consegna delle pagelle avveniva tre volte all’anno: a metà anno scolastico nel mese di febbraio, prima delle vacanze invernali e a fine anno scolastico nel mese di luglio, prima delle vacanze estive. Ricevere un cinque o numerosi quattro nella pagella di fine anno (ad eccezione del voto di condotta), precludeva la promozione all’anno successivo; questa regola fu, tuttavia, modificata diverse volte nel corso degli anni. Al rientro dalle vacanze gli insegnanti erano tenuti a verificare che le pagelle fossero state firmate da un tutore.
La pagella era composta, inizialmente, da un foglio A5 compilato fronte e retro e doveva essere firmata da entrambi i genitori. All’inizio dell’anno scolastico questa veniva consegnata all’insegnante e annotata nel registro di classe, per essere successivamente riconsegnata agli studenti. Intorno alla fine degli anni Settanta al contrario, le pagelle venivano registrate in un quaderno in formato A5 che venne poi sostituito da un fascicolo in pelle. Il fascicolo custodiva tutte le pagelle degli studenti fino alla decima classe, esso poteva essere custodito dagli studenti che dovevano poi restituirlo durante la consegna delle pagelle. In alcune scuole il fascicolo veniva consegnato dagli insegnanti solo durante le vacanze invernali o estive, per poi essere restituito e archiviato nella segreteria della scuola.
Al termine del decimo anno e in vista dell’esame di maturità, gli studenti ricevevano una pagella speciale che conteneva il voto complessivo dell’intero percorso scolastico oltre che le valutazioni di tutte le prove scritte e orali. I criteri di valutazione adottati erano i seguenti: ammesso con lode, ammesso con ottimo, ammesso con distinto, ammesso e non ammesso. Nel caso in cui lo studente avesse ottenuto una valutazione ottima in tutte le materie, sarebbe stato decorato con la medaglia d’oro di Lessing. Nel caso invece di una valutazione distinta nelle due materie più importanti gli sarebbe stata conferita una medaglia d’argento. Sebbene i criteri di valutazione variassero di tanto in tanto, il voto finale poteva superare solamente di due votazioni il voto più basso ottenuto in pagella ed essere inferiore di un solo voto rispetto alla valutazione più bassa ottenuta in una materia principale.

### Strada dei migliori
In alcune scuole si era soliti esporre i ritratti degli studenti migliori nella cosiddetta ‘Strada dei migliori’, tradizione che fu adottata in seguito anche all’interno dell’industria produttiva.

## Giorni festivi e vacanze
Nel corso dei primi anni di scuola, la giornata di lezione comprendeva in media una durata di sei ore. Il sabato fu regolare giorno di lezione fino al 1989-90, anche se si svolgevano soltanto dalle due alle tre ore di lezione nelle classi inferiori e non più di cinque nelle classi superiori. A partire dal settimo anno e solo in alcuni giorni della settimana, vi era per giunta la possibilità di frequentare la pre-scuola, caratterizzata dall’erogazione di lezioni di approfondimento per bambini particolarmente dotati o per gli studenti desiderosi di seguire lezioni differenti durante lo stesso anno scolastico. Sulla base dell’ammontare complessivo delle ore annuali obbligatorie, venne stabilito il termine della giornata scolastica tra le ore 13 e le ore 14.

### Vacanze scolastiche e giorni di festa nella RDT
Nelle disposizioni ministeriali venivano pubblicate le date delle vacanze scolastiche e dei giorni di festa. Fino al 1967-68 i consigli scolastici avevano la possibilità di determinare in maniera autonoma le date delle vacanze autunnali, che avevano una durata di sei settimane. “La durata complessiva delle vacanze scolastiche consta di sei settimane di lezione e non è concesso alcun prolungamento. A seguito della votazione e sotto la responsabilità dei Consigli territoriali, ne determina le date il Consiglio Superiore. Tra l’inizio dell’anno scolastico e l’inizio delle vacanze autunnali, devono intercorrere almeno sei settimane di lezione.“ Nell’anno scolastico 1968-69 nell’intera Repubblica Democratica Tedesca le vacanze autunnali avevano luogo tra l’11 e il 21 ottobre. Nell’ottobre del 1968 tali vacanze furono appellate le “vacanze delle patate” poiché il periodo di raccolta delle patate ne determinava la calendarizzazione; in questo periodo gli studenti dovevano contribuire alla raccolta. Nell’anno scolastico 1959-60 furono introdotte le vacanze invernali. Esse avevano una durata di 12 giorni e iniziavano sei settimane dopo le vacanze di Natale, ragion per cui furono successivamente accorciate. Le date delle vacanze invernali venivano fissate in autonomia dai Consigli territoriali, mentre, dall’anno scolastico 1965-66, furono introdotte nuove direttive che prevedevano una durata delle vacanze di diciotto giorni, con validità in tutto il territorio della Repubblica. A partire dall’anno scolastico 1968-69 furono invece ufficialmente abolite le vacanze di Natale, di Pasqua e della Pentecoste. Al posto delle vacanze di Natale vennero introdotte le ‘vacanze di Capodanno’, mentre le vacanze di Pasqua e della Pentecoste vennero sostituite dalle ‘vacanze di primavera’. Esse avevano inizio sei settimane dopo la fine delle vacanze invernali e una durata di otto giorni. Le lezioni avevano inizio sempre il primo giorno di settembre o il lunedì successivo. Fino all’anno scolastico 1959-60 le vacanze autunnali e di Pasqua erano più lunghe solo per le scuole per disabili. A partire dal 1960 le vacanze vennero spostate nella seconda metà dell’anno, dopo le prove dell’esame di maturità; questa variazione valeva per le classi dell’ultimo anno e per quelle dell’ottavo e del decimo anno delle scuole medie oltre che per le classi del dodicesimo anno dell’Istituto Politecnico Superiore e delle Scuole Superiori Ampliate.
Panoramica
| Vacanze autunnali        | Dal 1967/68: dalle sei alle dodici settimane. Dall’anno scolastico 1968/69: sei giorni di lezione e sei settimane dopo l’inizio della scuola. |
| Vacanze di Natale        | Uno o due giorni prima della Vigilia di Natale fino al primo giorno lavorativo dopo Capodanno. Eccezione: tra il 1955 e il 1958 l’intera settimana di gennaio non vi era lezione. Dall’anno scolastico 1968/69 venne adoperato il concetto di ‘Vacanze di Capodanno’. |
| Vacanze invernali        | Per la prima volta nell’anno 1959/60 terminarono dopo dodici giorni lavorativi con giurisdizione regionale. Dal 1965/66 ebbero una durata di diciotto giorni lavorativi con giurisdizione in tutta la Repubblica.                                                     |
| Vacanze di Pasqua        | Dall’anno scolastico 1967/68: cinque giorni dopo il lunedì di Pasquetta. Queste vacanze furono successivamente abolite. |
| Vacanze della Pentecoste | Dall’anno scolastico 1967/68: dal venerdì precedente alla Pentecoste al mercoledì o giovedì dopo la Pentecoste. Queste vacanze furono successivamente abolite. |
| Vacanze di inizio anno   | Dall’anno scolastico 1967/68. Iniziavano sei settimane dopo le vacanze invernali e duravano sei giorni lavorativi. |
| Vacanze estive           | Duravano otto settimane. Iniziavano a fine giugno/inizio luglio e terminavano il 31 agosto. |

Giorni senza lezione
Accanto ai giorni festivi ufficiali, il Ministero dell’Istruzione mise a disposizione ulteriori giorni di festa validi in tutta la Repubblica.
Fino all’anno scolastico 1956-57 questi giorni erano i seguenti: Yom Kippur (giorno della penitenza) per gli studenti di credo ebraico, Ognissanti e Giorno del Corpus Domini per gli studenti di credo cattolico; la ‘Giornata Internazionale dei bambini’ il primo giugno e la ‘Giornata degli insegnanti’ il dodici giugno. A partire dall’anno scolastico 1957-58 e fino a quello del 1960-61, la ‘Giornata dei bambini’ era festiva soltanto per le scuole elementari e medie, mentre dal 1961-62 queste divennero regolari giornate di lezione. Dall’anno scolastico 1968-69, in occasione del Sabato Santo, vennero concessi alcuni giorni festivi nella seconda metà dell’anno.
Gruppi di studio
Oltre alle normali ore di lezione vi era la possibilità, all’interno dei gruppi di studio, di acquisire ulteriori conoscenze e capacità. Questi gruppi trattavano diverse materie quali l’elettronica, le lingue, la matematica, la salute, la biologia, la chimica, lo sport, la musica, il coro e via discorrendo. I gruppi di studio erano guidati per la maggior parte dagli insegnanti ma anche, in misura minore, dai genitori, dai membri delle Brigate di lavoro o dai membri dell’Organizzazione dei Pionieri.

## Trasformazione del sistema scolastico durante ‘La Svolta’

### Critica e dibattito sulle riforme
Nella seconda metà degli anni Quaranta ebbe luogo lo smantellamento del sistema scolastico, esso fu accompagnato da un ampio e sentito dibattito. Soltanto a partire dall’approvazione della ‘Legge sullo sviluppo socialista del sistema scolastico‘ fu permesso muovere critiche al sistema scolastico o alla classe dirigente e intellettuale. All’interno della Chiesa seguì un dibattito critico all’interno del quale furono discusse, in particolare, la questione dell’introduzione a partire dal 1978 della lezione militare negli Istituti Politecnici Superiori e le discriminazioni verso i giovani credenti praticanti, costretti a superare più livelli di selezione rispetto agli altri per l’accesso alle opportunità formative.
Con ‘La Svolta’ del 1989, presero presto vita una varietà di iniziative atte a criticare il sistema scolastico e ad avanzare proposte di cambiamento. Il Ministero dell’Istruzione Popolare, soltanto durante la fine del 1989, fu raggiunto da più di 8.000 firme e proposte.
I seguenti punti erano al centro del dibattito:
- Era necessario abolire le iniquità di accesso all’offerta formativa di alto livello in favore di criteri di ammissione basati sulla meritocrazia.
- Era necessario garantire nuovamente ai genitori il diritto di educare i figli secondo le proprie ideologie religiose.
- Era necessario abbandonare il modello educativo basato sulla ‘personalità socialista’ in favore dell’emancipazione e della valorizzazione dell’individuo
- Era necessario abolire l’indottrinamento ideologico e sostituirlo con l’educazione civica.
- Era necessario ridurre il controllo ed il monopolio burocratico centrale.
- Gli studenti, i genitori e gli insegnanti dovevano vedere riconosciuto il diritto ad una partecipazione maggiore[23].

I singoli partiti politici si fecero promotori del dibattito e si impegnarono a formulare degli obiettivi nonché i punti principali su cui concentrare l’attenzione. Il Partito dei Verdi promosse l’inserimento, all’interno del programma scolastico, dell’educazione alla pace e alla tutela dell’ambiente; il Partito Liberale promosse la libera ammissione alla scuola, una maggiore libertà nei confronti degli istituti scolastici e il voto libero delle scuole; infine, la Sinistra Unita promosse l’elezione dei dirigenti scolastici da parte dei collettivi della scuola. Il Partito Democratico Socialista – ex SED – si mostrò invece critico verso l’ipocrisia del sistema scolastico precedente.
Anche la tavola rotonda centrale sull’istruzione, in un documento programmatico del 5 marzo 1990, scrisse di grandi riforme. Alla luce dei fatti, fu necessario introdurre nuove regole ufficiali relative all’equità di accesso alle offerte formative nonché una legge sull’istruzione a vita. Il documento che venne quindi redatto conteneva al suo interno le regole sulla scuola dell’obbligo (fino al decimo anno), ma anche la possibilità, per i singoli istituti scolastici, di ottenere una gestione più libera e autonoma. Il passo successivo necessario sarebbe stata un’analisi del sistema scolastico e, infine, una ‘riforma scolastica radicale’.

### Cambiamenti provvisori
A seguito delle dimissioni di Margot Honecker nell’autunno del 1989, il governo provvisorio Modrow attuò una serie di cambiamenti all’interno del sistema scolastico. Già a partire dall’ottobre 1989 (formalmente il 15 dicembre dello stesso anno), furono abolite l’ora di lezione militare e quella di educazione civica statale. Durante i primi tempi, l’erogazione delle lezioni di sociologia e di storia erano a discrezione del docente. Nel gennaio 1990 il Ministero dell’Istruzione pubblicò un disegno di legge atto a confermare il passaggio ad un nuovo ordinamento scolastico, che fu votato insieme al gruppo di riforma. Per giunta, dopo il marzo 1990, venne pubblicato un piano generale che presentava tuttavia molte insicurezze, come ad esempio il fatto che gli insegnanti, che per il governo precedente erano competenti, si trovavano ora costretti a tenere lezioni di sociologia, così come l’inadeguatezza dei libri di testo. Nel 1990 furono così stampati 26,5 milioni di libri di testo da parte della casa editrice Volk und Wissen e furono spesi 2,46 milioni per l’acquisto di libri di testo da parte della Germania Ovest.
Ben presto anche la lezione di lingua straniera venne riformata, a seguito della richiesta da parte degli studenti di poter scegliere liberamente la prima lingua straniera di studio. Se da una parte il Ministero non poté respingere tale richiesta, dall’altra non disponeva di un numero sufficiente di insegnanti competenti in lingua inglese. Già dal novembre 1989 gli insegnanti di lingua russa vennero perciò esortati a intraprendere la formazione in lingua inglese erogata dal Ministero. Nell’anno scolastico 1990-91 la quasi totalità degli studenti, tra l’80 e il 90%, scelse l’inglese come prima lingua straniera al posto di quella russa.
Nei giorni della ‘Svolta’ fu ripristinata la settimana scolastica di cinque giorni. Tramite la ‘Legge costituzionale sulle scuole a numero aperto’ del 22 luglio 1990, furono formalmente riabilitate le scuole private.

### Confronto sul modello scolastico unico
Nell’ambito dell’organizzazione del nuovo sistema scolastico, la posizioni dei diversi partiti erano contrastanti. Durante la prima votazione alla Camera Popolare, il PDS – ex SED – continuava a sostenere il modello scolastico unico; il Partito Socialdemocratico, Sozialdemokratische Partei (SPD), si pronunciava a favore della conversione del sistema scolastico in un modello che fosse uguale per tutti; mentre l'Allianz für Deutschland – Alleanza per la Germania – era a favore di un’offerta formativa più articolata. Le riforme sulla scuola furono messe da parte poiché, anche nel caso in cui i partiti a sostegno di un sistema scolastico articolato avessero ottenuto la maggioranza in Parlamento, il tema delle riforme avrebbe messo in difficoltà la grande coalizione, che presentava al suo interno idee contrastanti tra loro. L’accordo di conciliazione rimise quindi la responsabilità dell’organizzazione scolastica in mano alle nuove regioni che si stavano formando in quel momento. Per questo motivo le regole riguardanti il sistema di istruzione furono diverse a seconda della regione.
Nella Stato Federale di Brandeburgo l’SPD aveva la maggioranza e intendeva introdurre un unico modello scolastico uguale per tutti. I partner della coalizione tricolore posero tuttavia la possibilità di fondare, accanto a quello unico, un modello che prevedesse l’esistenza di licei e Realschulen, istituti alternativi al liceo (scuole superiori della durata di sei anni), qualora i genitori lo avessero richiesto.
Nello Stato Federale del Mecklenburgo-Vorpommern si decise di affiancare al modello unico, riconosciuto in conformità con la legge, un sistema scolastico basato su tre livelli. La stessa circostanza valeva in Sassonia-Anhalt, dove il modello unico era tuttavia considerato come un’eccezione alla regola.
Negli Stati Federali della Turingia e della Sassonia non era previsto il modello uguale per tutti. In Turingia, in caso di richiesta, era possibile organizzare alcune scuole secondo il modello unico purché presentassero un piano pedagogico (come, ad esempio, la scuola integrata di Jena). Solamente in Sassonia la reggente Unione Cristiano-Democratica prevedeva, nella scuola media e nei licei, un sistema scolastico a doppio indirizzo.